# Salete
Salete là một đô thị thuộc bang Santa Catarina, Brasil. Đô thị này có diện tích 210 km², dân số năm 2007 là 7432 người, mật độ 35,3 người/km².